# Keith Thomas (historiador)
Keith Vivian Thomas (Wick, 2 de enero de 1933) es un historiador galés especializado en la Edad Moderna. Es conocido principalmente por los ensayos Religion and the Decline of Magic (La religión y el declive de la magia) y Man and the Natural World (El hombre y el mundo natural). Fue presidente del Corpus Christi College (Oxford) de 1986 a 2000.

## Primeros años y formación
Thomas nació el 2 de enero de 1933 en Wick, Glamorgan. Asistió al Barry County Grammar School, una escuela estatal de Barry. Recibió una beca Brackenbury, que le permitió estudiar historia moderna en el Balliol College de Oxford. Se graduó en Letras —con premio extraordinario de fin de carrera— por la Universidad de Oxford en 1955; como es costumbre allí, recibió posteriormente la convalidación como maestro en Artes.

## Trayectoria académica
Ejerció como fellow del All Souls College de Oxford desde 1955 hasta 1957, en que fue nombrado fellow del St John's College. Fue profesor de historia moderna en la Universidad de Oxford de 1978 a 1986, año en que ostentaría la Presidencia del Corpus Christi College. Se jubiló en 2000, a los 67 años de edad, y al año siguiente fue elegido de nuevo fellow del All Souls College. También se desempeñó como vicecanciller adjunto de dicha universidad y como delegado de Oxford University Press. Fue redactor asesor del Oxford Dictionary of National Biography, y editor, junto con J. S. Weiner, del Oxford Paperback University Series (OPUS) publicado por Oxford University Press.
Fue asimismo miembro del Economic and Social Research Council (1985–90), del Reviewing Committee on Exports of Works of Art (1990–93) y, desde 1992, de la Royal Commission on Historical Manuscripts. Entre 1991 y 1998, fue fideicomisario de la National Gallery y, desde 1997, ha sido presidente del Comité consultivo para las artes, humanidades y ciencias sociales de la British Library.

## Vida personal
Está casado con Valerie, graduada en el Somerville College de Oxford, y tiene dos hijos.
Thomas apoya activamente a Humanists UK, una organización que promueve el humanismo secular.

## Reconocimientos
Fue elegido miembro de la Royal Historical Society en 1970 (vicepresidente entre 1980–84) y de la Academia Británica en 1979 (presidente entre 1993–97). En 1983, la Academia Estadounidense de las Artes y las Ciencias lo nombró miembro honorario extranjero y, en 1993, ingresó en la Academia Europaea.
En los Queen's Birthday Honours de 1988 fue nombrado Knight Bachelor, y en 1991 se le otorgó la Orden al Mérito de la República Italiana.
En los 2020 New Year Honours, fue nombrado miembro de la Orden de los Compañeros de Honor (CH) por sus aportaciones al estudio de la historia.
Varios retratos de Keith Thomas están expuestos en el Corpus Christi College, en la Academia Británica y en la National Portrait Gallery de Londres, respectivamente.

## Publicaciones
Como autor
- "The Social Origins of Hobbes's Thought", Hobbes Studies, ed. K.C. Brown (Oxford: Basil Blackwell, 1965), 185–236
- "History and Anthropology", Past & Present 24 (1963), 3–24
- Religion and the Decline of Magic: Studies in Popular Beliefs in Sixteenth- and Seventeenth-Century England (London: Weidenfeld and Nicolson, 1971; New York, Scribner 1971; Harmondsworth; London: Penguin, 1973; Harmondsworth: Penguin, 1978; London: Weidenfeld & Nicolson, 1997)
- Rule and Misrule in the Schools of Early Modern England (Reading: University of Reading, 1976)
- Age and Authority in Early Modern England (London: British Academy, 1976)
- The Perception of the Past in Early Modern England: The Creighton Trust Lecture 1983, Delivered before the University of London on Monday 21 November 1983 (London: University of London, 1983)
- Man and the Natural World: Changing Attitudes in England, 1500–1800 (London: Allen Lane, 1983; Harmondsworth: Penguin, 1984) (primera edición americana publicada como Man and the Natural World: A History of the Modern Sensibility (New York: Pantheon, 1983).
- History and Literature: the Ernest Hughes Memorial Lecture Delivered at the College on 7 March 1988 (Swansea: University College of Swansea, 1988)
- "Ways of Doing Cultural History", in Rik Sanders (ed.), Balans en perspectief van de Nederlandse cultuurgeschiedenis (Amsterdam: Rodopi, 1991)
- Changing Conceptions of National Biography: The Oxford DNB in Historical Perspective (Cambridge: Cambridge University Press, 2005)
- The Ends of Life: Roads to Fulfilment in Early Modern England (Oxford: Oxford University Press, 2009) ISBN 0-19-924723-4; ISBN 978-0-19-924723-3[11]
- "The Great Fight Over the Enlightenment", The New York Review, 3 de abril de 2014
- In Pursuit of Civility: Manners and Civilization in Early Modern England (London: Yale University Press, 2018)

Como editor
- Great Political Thinkers (Oxford: Oxford University Press, 1992)
- The Oxford Book of Work (Oxford: Oxford University Press, 1999)

Editadas en colaboración
- (ed. con Donald Pennington) Puritans and Revolutionaries: Essays in Seventeenth-Century History Presented to Christopher Hill (Oxford: Clarendon Press, 1978)
- (ed. con Andrew Adonis) Roy Jenkins: A Retrospective (Oxford: Oxford University Press, 2004)